# Plasmopara viticola
Plasmopara viticola es un oomiceto de la familia de los peronosporáceos, responsable del mildio o mildiú de la vid. Es un parásito en sentido estricto, por lo que no es posible cultivarlo en laboratorio en medios sintéticos.
El ciclo de vida de este protista es tremendamente complejo. Durante el invierno sobrevive en una estructura conocida con el nombre de oospora o bien si el invierno es suave en forma de micelio dentro de las yemas o en las hojas persistentes de la vid (Vitis vinifera). Cuando se alcanza una temperatura ambiental que ronda los 12 °C, la oospora germina y forma un esporangio, que puede ser dispersado a través del viento. Para que un esporangio germine es necesario la presencia de lluvia, dado que son zoosporas las resultantes de esta germinación. 
Debido a la movilidad de las zoosporas, este es el periodo de más peligro para el cultivo. Si las condiciones son las adecuadas —lluvia y una temperatura media de 12 °C— las zoosporas se disponen cerca de los estomas de la planta, se enquistan y forman un tubo germinal que se introduce a través del estoma. Este tubo germinal se desarrolla en la cavidad subestomática dando lugar a las primeras hifas que continuarán con la invasión del huésped. Cabe mencionar que estas hifas no están tabicadas, por lo que dicha hifa es un sincitio y por lo que se le considera un organismo unicelular.
P. viticola presenta una gran especificidad por su huésped, de tal forma que es imprescindible para este que sea vid y no otro tipo de planta, para que se desarrolle la infección. Una vez dentro de la vid, este protista se alimenta de esta mediante la formación de Haustorios.Tras el desarrollo del micelio y cuando las condiciones son las adecuadas, el protista vuelve a formar zoosporangios, muy ramificados, que salen a través de los estomas. Los esporangios se desprenden enteros con las zoósporas en su interior. Cuando están maduras salen al exterior causando un esparcimiento de zoosporas en el viñedo. Cuando las condiciones climáticas empeoran para el protista, se forman los gametangios a partir del micelio: se diferencian el oogonio femenino y el anteridio masculino, produciéndose por tanto la fase de reproducción sexual. Un núcleo meiótico del anteridio fecundará a una ovocélula dentro del oogonio y resultará una oospora de estructura resistente, con pared gruesa, que pasa el invierno en el suelo o dentro del huésped. 
Del ciclo de vida de este protista se deduce que es muy dependiente de las condiciones climáticas y en general necesita primaveras húmedas y templadas, así como veranos cálidos y con frecuentes tormentas. 
En cuanto a la clasificación taxonómica de este grupo decir que es compleja puesto que hasta hace poco se los ha clasificado en el Reino Fungi. Una característica fundamental de este grupo de organismo es que contienen muy poca quitina en la pared celular(a veces no poseen), dicho grupo se denomina Oomycota.

## Sintomatología del mildiú en la vid
Este patógeno produce una sintomatología muy determinada. Este protista es un endoparásito, por lo que no se ven estructuras visibles hasta que la infección ha dañado de forma grave al huésped, pero no de forma irreparable. P. viticola es un patógeno que afecta a la parte aérea de la vid, pero lo más característico es un ataque a la hoja. En la hoja aparecen regiones de aspecto amarillento que se conocen con el nombre de "manchas de aceite" (este estadio es el que se puede observar en la imagen). Estas manchas de aceite son típicas del haz de la hoja, en el envés se observa, si el tiempo es húmedo, el típico "polvo de azúcar", que corresponde con la reproducción asexual, es decir, con los zoosporangios que salen a través de los estomas. En esta fase se puede confundir el ataque de P. viticola con el ataque de [Uncinula necator], responsable del oídio. La diferencia radica en que si se raspa el polvo de azúcar aparecen las manchas de aceite, mientras que con el oidio esto no ocurre. Si el ataque de P. viticola es fuerte, se produce una desecación parcial de la hoja que puede llevar a su caída prematura, lo que afecta a la producción. Conforme entra el otoño la mancha de aceite se vuelve en tonalidades mosaico (de amarillo a marrón). En regiones cercanas a la floración aparece una curvatura en forma de 'S' y el raquis del racimo se oscurece. Si el tiempo es húmedo se recubre de una "pelusilla blanca". Si el ataque acontece en los periodos de floración-cuajado puede producirse la pérdida total del racimo, mientras que si el ataque es más tardío, el ataque sólo afectará a una parte del racimo. Nunca se ve ataque tras el envero del racimo.
En el racimo se manifiesta de varios modos, los granos pierden fuerza y se caen, de forma parecida al ataque de la polilla de racimo (lobesia botrana), otro modo es el "asocarramiento" de la punta del racimo, los granos de la punta del racimo, incluyendo la raspa, quedan secos, como quemados, estando todo el racimo completamente sano. Cuanto más desarrollada está la uva menos vulnerable es a esta enfermedad.
- Tratamientos preventivos: Oxicloruro de cobre, cimoxalino, folpet.
- Curativos: Cimoxalino+folpet+fosetil

## Historia del patógeno en Europa
P. viticola es originaria del continente americano, en donde se ha dado una coevolución huésped-patógeno que ha permitido que las variedades de vid de este continente sean más resistentes a la infección de este patógeno. No obstante las variedades europeas de vid no tuvieron contacto con dicho patógeno por lo que no tenían sistemas de protección contra este. En el siglo XIX los ingleses y franceses importan un terrible patógeno de la vid que arrasa con los cultivos de vid europeos en menos de treinta años. El organismo responsable de este desastre se le conoce con el nombre de filoxera (Dactylosphaera vitifoliae), un hemíptero que ataca a la raíz. 
En 1878, los franceses idean una forma de evitar la filoxera que consiste en la importación de tallos de vides americanas sobre las cuales se realizan injertos de Vitis vinifera. Debido a la evolución huésped-patógeno, las variedades americanas son más resistentes al ataque de filoxera y se recuperó la producción europea de uva. No obstante, esto provocó la importación de P. viticola lo cual llevó al consiguiente desastre, puesto que los injertos de V. vinifera eran muy sensibles a este patógeno. La solución a este mal llegó más rápido que el de la filoxera. En 1885, un científico francés llamado Alexis Millardet paseaba por la campiña francesa cuando observó viñedos muy afectados por mildiú, sin embargo varias hileras próximas al sendero no lo estaban. Estas filas estaban empapadas de una sustancia de color azul y le preguntó al agricultor por la sustancia. El agricultor estaba cansado de que le robaran las uvas y las roció con esta sustancia que da un mal sabor a las uvas. Millardet experimentó con la sustancia - constituida por sulfato de cobre y cal viva- y demostró que se trataba de un excelente fungicida. A esta mezcla se la conoce con el nombre de mezcla bordelesa o caldo bordelés. El uso de fungicidas químicos derivados de este están muy difundidos como agentes que previenen la infección, ya que este caldo no tiene propiedades curativas